# Чохо (ера)
'Чохо (長保) је јапанска ера (ненко) која је настала после Чотоку и пре Канко ере. Временски је трајала од јануара 999. до јула 1004. године и припадала је Хејан периоду. Владајући монарх био је цар Ичиџо.

## Важнији догађаји Чохо ере
- 999. (Чохо 1, једанаести месец): Ћерка Фуџиваре но Мичинаге, Фуџивара но Шоши (988-1074) примљена је у царско домаћинство као друга супруга цара.[3]
- 1001. (Чохо 3, једанаести месец): Царска палата је уништена у пожару.[3]
- 1001. (Чохо 3, дванаести месец): Удовица цара Енџуа и мајка цара Ичиџоа (Фуџивара но Сенши) умире.[3]